# Station Drezdenko
Station Drezdenko is een spoorwegstation in de Poolse plaats Drezdenko.